# رایانه شیمیایی
رایانه شیمیایی (به انگلیسی: Chemical Computer)، که به نام‌های رایانه‌های واکنشی-انتشاری یا رایانه‌های BZ (نام‌گذاری شده به یاد دانشمندان Belousov و Zhabotinsky) نیز شناخته می‌شوند، رایانه‌هایی خلاف عرف هستند که بر پایهٔ یک ترکیب شیمیایی نیمه‌جامد به نام «سوپ» کار می‌کنند. در چنین رایانه‌هایی داده‌ها بر اساس غلظت این محلول نمایش داده می‌شوند. محاسبات نیز به صورت واکنش‌های شیمیایی اجرا می‌شوند. همان گونه که ملاحظه می‌شود، ورودی‌ها در این رایانه‌ها، بر خلاف رایانه‌های دودویی، می‌توانند به صورت آنالوگ باشند.
تا کنون این رایانه‌ها در مرحلهٔ آزمایشی هستند، ولی ممکن است در آینده کاربردهای فراوانی برای آن‌ها پیدا شود.

## منطق
سادگی ذاتی این تکنیک عاملی‌ست که می‌تواند باعث برتری آن در مقابل رقیبانش شود. میکروپروسسورهای جدید ساختار بسیار پیچیده‌ای دارند و در هنگام ساخت ممکن است تنها به دلیل تغییرات جزئی در محیط دچار آسیب شوند.
در میکروپروسسورهای سنتی حرکات بیت‌ها مثل حرکات ماشین‌ها در ترافیک است. به معنی این که آن‌ها تنها می‌توانند از مسیرهای مشخصی حرکت کنند، هنگام ترافیک در صف بایستند و در یک لحظه تنها می‌توانند در یکی از مسیرها باشند. این در حالی‌ست که در رایانه‌های BZ، امواج می‌توانند در همهٔ مسیرهای قابل تصور حرکت کنند: از میان یکدیگر، به صورت دورشونده یا نزدیک‌شونده. این ویژگی‌ها در رایانه‌های BZ است که باعث می‌شود این رایانه‌ها بتوانند میلیاردها برابر رایانه‌های سنتی داده پردازش کنند. می‌توان این رایانه‌ها را به مغز انسان‌ها تشبیه کرد. با این که سرعت انتقال داده در این پروسسورها بسیار بیش‌تر از نورون‌هاست، اما کارهایی هست که مغز سریع‌تر انجام می‌دهد. این به این دلیل است که مغز می‌تواند داده‌های بسیار بیش‌تری را در آن واحد پردازش کند.

## تاریخچه
در آغاز واکنش‌های شیمیایی تنها به عنوان قدمی به سمت تعادل دیده می‌شدند، که قاعدتاً انتخاب خوبی برای انجام محاسبات نبودند. این دیدگاه با کشف بوریس پاولویچ بلوسوف، دانشمندی اهل شوروی، در سال ۱۹۵۰ تغییر کرد. او واکنشی شمیایی میان نمک‌ها اسیدها تولید کرد که بین رنگ‌های زرد و آبی دائماً در حال گردش است. این رخداد به این دلیل است که غلظت مواد در محلول به صورت نوسانی در حال تغییر است. در آن زمان این امر به نظر غیرممکن می‌رسید، زیرا قانون دوم ترمودینامیک را نقض می‌کرد؛ این قانون می‌گوید که آنتروپی در یک سیستم بسته تنها می‌تواند بیش‌تر شود. این به این معناست که اجزای محلول آن‌قدر پخش می‌شوند تا تعادل برقرار شود. در این صورت امکان تغییر غلظت وجود ندارد.
تحلیل‌های نظری که امروزه انجام می‌شود نشان داده است که واکنش‌های شیمیاییِ به اندازهٔ کافی پیچیده می‌توانند باعث پدیده‌های موجی شوند، که تناقضی با قوانین طبیعت ندارد. یک مثال واضح و مرئی توسط بلوسوف و ژابوتینسکی به حقیقت پیوست که امواجی مارپیچی از رنگ‌های متفاوت را نمایان می‌کند.
خواص موجی واکنش BZ به این معناست که می‌تواند اطلاهعات را همچون هر موج دیگری منتقل کند. پس تنها احتیاج به طراحی روشی برای محاسبات وجود دارد. در رایانه‌های دودویی، این محاسبات در میکروچیپ‌ها توسط ترکیبی پیچیده از گِیت‌ها منطقی انجام می‌شود. در این سیستم اثبات می‌شود که گِیت NAND (گِیتی که به ازای دو ورودی یک مقدار صفر، و به ازای هر ترکیب دیگری مقدار یک را می‌دهد) برای پیاده‌سازی هر ترکیبی کافی‌ست. در رایانههای شیمیایی گِیت‌های منطقی به صورت انسداد و تشدید موج‌های غلظت توسط یکدیگر پیاده‌سازی می‌شوند.
این واکنش‌های شیمیایی در محیط عملیاتی مولکولی (Molecular Operating Environment (MOE)) انجام می‌شود.

## محیط عملیاتی مولکولی (MOE)
این محیط عملیاتی یک پلتفرم نرم‌افزاری اکتشاف دارو می‌باشد که تصویرسازی، مدل‌سازی و شبیه‌سازی، و همچنین توسعهٔ متدولوژی، را در یک پکیج یکپارچه می‌کند. MOE روی سیستم عامل‌های ویندوز، لینوکس، یونیکس، و مَک کار می‌کند. زبان فرماندهی، برنامه‌نویسی و توسعهٔ نرم‌افزار MOE، زبان عملی برداری (Scientific Vector Language (SVL)) می‌باشد. با استفاده از این زبان، حجم کدنویسی نسبت به زبان‌های C و FORTRAN یک‌دهم می‌شود.

## تحقیقات امروزی
در سال ۱۹۸۹ چگونگی پردازش تصاویر با واکنش‌های شیمیاییِ حساس به نور نشان داده شد. این امر یک صعود ناگهانی را در زمینهٔ رایانه‌های شیمیایی موجب شد. اندرو آداماتزکی در یکی از دانشگاه‌های انگلستان (The University of the West of England) به گِیت‌های منطقی ساده با استفاده از فرایندهای واکنشی-انتشاری دست یافته‌است. همچنین او به صورت نظری نشان داد که می‌توان با مدل‌سازی “2+ medium” محاسبات را انجام داد. او از یک مقاله دربارهٔ محسابات توسط توپ‌های بیلیارد الهام گرفت. بر اساس این مقاله، دو توپ نمایانگر دو بیت مختلف هستند. به‌طور مثال برای گِیت AND اگر هر دو توپ به یک نقطه برخورد کنند، خروجی یک، و در غیر این صورت خروجی صفر است. برخورد تنها زمانی رخ می‌دهد که هر دو توپ به یک نقطه پرتاب شوند. مشابه این روش در علوم الکترونیک نیز استفاده می‌شود. آداماتزکی این اصل را به مواد شمیایی BZ منتقل کرد و توپ‌های بیلیارد را با امواج جایگزین نمود: اگر دو موج در محلول برخورد کنند موج سومی تولید می‌کنند که به عنوان «یک» دیده می‌شوند. او این نظریه را به صورت عملی آزمایش کرده و در حال تلاش برای تولید یک ماشین حساب شیمیایی جیبی‌ست که از هزاران نسخهٔ شیمیایی گِیت‌های منطقی ساخته شده‌است. یک از مشکلات نسخهٔ کنونی این تکنولوژی سرعت امواج است؛ آن‌ها به سرعت تنها چند میلی‌متر در دقیقه نشر پیدا می‌کنند. به گفتهٔ آداماتزکی این مشکل با نزدیک کردن گِیت‌ها حل می‌شود. در این صورت سیگنال‌ها به سرعت انتقال می‌یابند. یک راه حل دیگر می‌تواند واکنش‌های شیمیایی جدیدی باشد که در آن‌ها سرعت نشر امواج بیش‌تر باشد.
در سال ۲۰۱۴ یک سیستم محاسبات شیمیایی توسط یک گروه بین‌المللی به رهبری آزمایشگاه‌های فدرال سوییس برای علوم و تکنولوژی مواد (Swiss Federal Laboratories for Materials Science and Technology (Empa)) تولید شد. این رایانه شیمیایی برای یافتن کارآمدترین مسیر میان دو نقطه، از محاسبات کشش سطحی برگرفته از اثر مارانگونی با استفاده از یک ژل اسیدی بهره می‌گیرد؛ این سیستم توانست از یک سیستم مسیریاب ماهواره‌ای جلو بزند.
در سال ۲۰۱۵ فارغ‌التحصیلان دانشگاه استنفورد، رایانه‌ی با استفاده از میدان‌های مغناطیسی و قطرات آبِ پُرشده از نانوذرات مغناطیسی ساختند. این رایانه بعضی از اصول پایه‌ای یک رایانه شیمیایی را نمایش می‌دهد.
در سال ۲۰۱۵ دانشجویان دانشگاه واشینگتن زبان برنامه‌نویسی برای واکنش‌های شیمیایی تولید کردند. لازم است ذکر شود این زبان ابتدائاً برای آنالیز DNA طراحی شده بود. در این رایانه از شبکه‌های واکنش‌های شیمیایی به عنوان زبان برنامه‌نویسی استفاده شده‌است. پس معماری DNA در اصل می‌تواند هر رفتار ریاضی را توصیف کند. اجزای کنترلی در این رایانه می‌توانند از DNA طبیعی باشند که باعث کاهش چشم‌گیر خطا در مقابل استفاده از DNAهای شیمیایی مصنوعی می‌شود.